# 영주 무섬마을
영주 무섬마을은 대한민국 경상북도 영주시 문수면 수도리 일원에 있는 마을이다. 2013년 8월 23일 대한민국 국가민속문화재 제278호로 지정되었다.

## 개요
영주 무섬마을은 조선 중기 17세기 중반 입향 시조인 박수(朴燧)와 김대(金臺)가 들어와 자리를 잡은 이래 반남박씨와 선성김씨의 집성촌으로써 유서깊은 전통마을이다. 또한 일제 강점기에 뜻있는 주민들에 의해 건립된 아도서숙은 항일운동의 지역 구심체 역할을 한 곳으로 우리나라 독립운동사에서도 중요한 의미를 갖고 있는 마을이기도 하다.
무섬마을은 물 위에 떠 있는 섬을 뜻하는 수도리(水島里)의 한국어 이름으로 삼면이 내성천과 접해있는 전형적인 물도리 마을로 마을 앞을 돌아나가는 내성천은 맑고 잔잔하며 산과 물이 태극모양으로 서로 안고 휘감아 돌아 산수의 경치가 절경을 이룬다.
현재 마을에는 만죽재와 해우당고택 등을 비롯하여 규모가 크고 격식을 갖춘 口자형 가옥, 까치구멍집, 겹집, 남부지방 민가 등 다양한 형태의 구조와 양식을 갖추고 있어 전통주거민속 연구의 귀중한 자료로서의 가치를 지니고 있으므로 국가민속문화재로 지정되었다.

## 참고 자료
- 영주 무섬마을 - 국가유산청 국가유산포털